# Isola Piana (Tunisia)
L'isola Piana (in arabo الجزيرة المنبسطة) è un'isola rocciosa a nord della Tunisia.
Si trova nel prolungamento di Capo Sidi Ali El Mekki, più precisamente a 2,3 miglia dalla costa. È un altopiano che sorge a 8 metri sul livello del mare e ospita un edificio della marina nazionale tunisina e un faro alto 12 metri.

## Storia
L'isola Piana è probabilmente la "Terapse" o la Phalans Insula degli antichi geografi.
Durante le guerre napoleoniche, un errore nella navigazione fece naufragare il capitano Charles Tyler della fregata Aigle catturata nell'isola Piana nel luglio 1798 mentre operava contro i francesi e i pirati nell'area. Tutto l'equipaggio fu salvato e il capitano Tyler non fu ritenuto responsabile per la perdita.
Dopo l'istituzione del controllo francese sulla Tunisia, Ernest Cosson studiò la vita vegetale sull'isola Piana nel maggio 1888.
La nave belga Scheldepas si incagliò al largo dell'isola il 14 marzo 1929. L'equipaggio fu salvato dalla nave britannica Tabarka. La nave greca Michael L. Embricios si incagliò sull'isola il 22 novembre 1931. 30 membri dell'equipaggio furono salvati dalla nave tedesca Alaya.
Le rotte marittime intorno all'isola Piana furono minate dagli Alleati durante la seconda guerra mondiale. Come parte dell'Operazione Retribution, il blocco alleato dell'Asse tentò di fuggire dalla Tunisia alla Sicilia. La nave HMS Lookout catturò 13 tedeschi e italiani al largo dell'Isola Piana il 13 maggio 1943. Poco dopo, l'HMS Laforey, in rotta dalle riparazioni a Malta, si fermò sull'isola Piana, scoprendo 23 soldati dell'Asse e facendoli prigionieri.

## Faro
Il faro dell'isola eretta dalle autorità coloniali francesi nel 1888. È una torre quadrata a fasce bianche e rosse, che si innalza dalla casa del suo custode. La torre è alta 12 metri (39 piedi). La sua lanterna rossa rimane in uso. Lampeggia due volte ogni 10 secondi con un'altezza del piano focale di 20 metri (65 piedi); è visibile per 20-28 chilometri.

## Trasporti
L'isola rimane accessibile solo in barca. Risulta chiusa al pubblico accesso.